# Ulrika Karlsson (politiker)
Ulrika Sofia Karlsson, född 19 april 1973 i Längbro församling i Örebro, är en svensk politiker (moderat). Hon var ordinarie riksdagsledamot 2006–2018 (även tjänstgörande ersättare 2004 och 2021–2022), invald för Uppsala läns valkrets. I valen 2010 och 2014 var hon Moderaternas förstanamn i Uppsala läns riksdagsval. I riksdagen gick hon tidigare under benämningen Ulrika Karlsson i Uppsala.
Karlsson har varit ansvarig för fildelningsfrågorna inom Moderaterna när hon satt som ledamot i justitieutskottet, ledamot av tryck- och yttrandefrihetsgrundlagsutredningen och suppleant i civilutskottet. 2012–2018 var hon ledamot av EU-nämnden.
Efter en tid som aktiv i Moderata Ungdomsförbundet (MUF) i Örebro län flyttade Karlsson i mitten av 1990-talet till Uppsala för att studera juristprogrammet. Under sin studietid vid Uppsala universitet var hon bland annat ordförande för Uppsala studentkårs fullmäktige.
Frihetsfronten utsåg 2002, efter en omröstning bland liberala skribenter och debattörer, Karlsson till Sveriges mest liberala riksdagskandidat. I samma omröstning 2006 röstades hon näst mest liberal efter centerpartisten Fredrick Federley. Efter detta har Frihetsfronten upphört med att utse mest liberala riksdagskandidat.
Karlsson har under sin tid i riksdagen bland annat motionerat i trygghetsfrågor, studentfrågor och frågor som rör företagande och en human flyktingpolitik. Karlsson röstade för datalagringsdirektivet och försvarade lagen i en radiodebatt med att polisens tillgång till trafikdatauppgifter är avgörande för att de ska kunna avfärda oskyldiga från en brottsmisstanke vid en brottsutredning.